# Michael Koller (Politiker, 1976)
Michael Koller (* 1976) ist ein deutscher Politiker (Freie Wähler) und Fachlehrer. Er ist seit Oktober 2023 Abgeordneter im Bayerischen Landtag.

## Lebenslauf
Koller absolvierte nach Ablegung der Mittleren Reife eine Ausbildung zum Schreiner. Weiter absolvierte er eine Ausbildung zum Fachlehrer. In diesem Beruf ist er von 2008 bis 2023 an der Realschule im Rupertiwinkel in Freilassing tätig gewesen. Daneben ist er seit 2016 Verwaltungsleiter im Pfarrverband Stiftsland Berchtesgaden. Nebenamtlich ist er Dozent am Staatsinstitut zur Ausbildung von Fachlehrern.

## Politik
Michael Koller ist Mitglied im Gemeinderat Berchtesgaden und Kreisrat im Landkreis Berchtesgadener Land, wo er seit 2020 zugleich als stellvertretender Landrat gewählt ist.
Bei der Landtagswahl in Bayern am 8. Oktober 2023 erreichte er als Direktkandidat im Stimmkreis Berchtesgadener Land mit 24,3 % die zweitmeisten Stimmen. Im Wahlkreis Oberbayern erreichte er das elfte und zugleich letzte Mandat seiner Partei.

## Ehrenämter
Bei den Freien Wählern ist er jeweils stellvertretender Vorsitzender im Bezirk Oberbayern, bei der FREIE WÄHLER-Wählervereinigung Oberbayern und im Kreis Berchtesgadener Land. Weiter ist er Mitglied im Diözesanrat des Erzbistums München und Freising.